# Bördeln

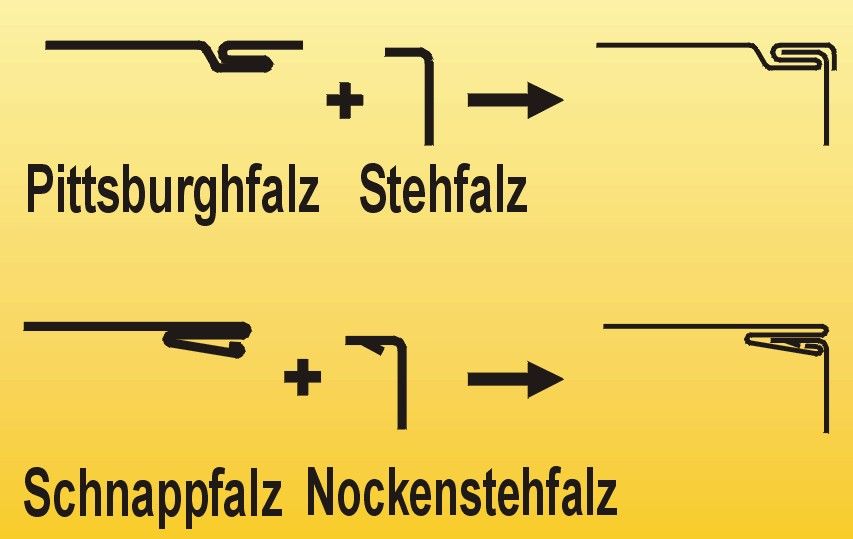
Pittsburgh- und Schnappfalz-Verbindung

Bördeln ist eine Verbindungstechnik in der Blechverarbeitung. Es zählt zur Gruppe Fügen durch Umformen.

## Definition

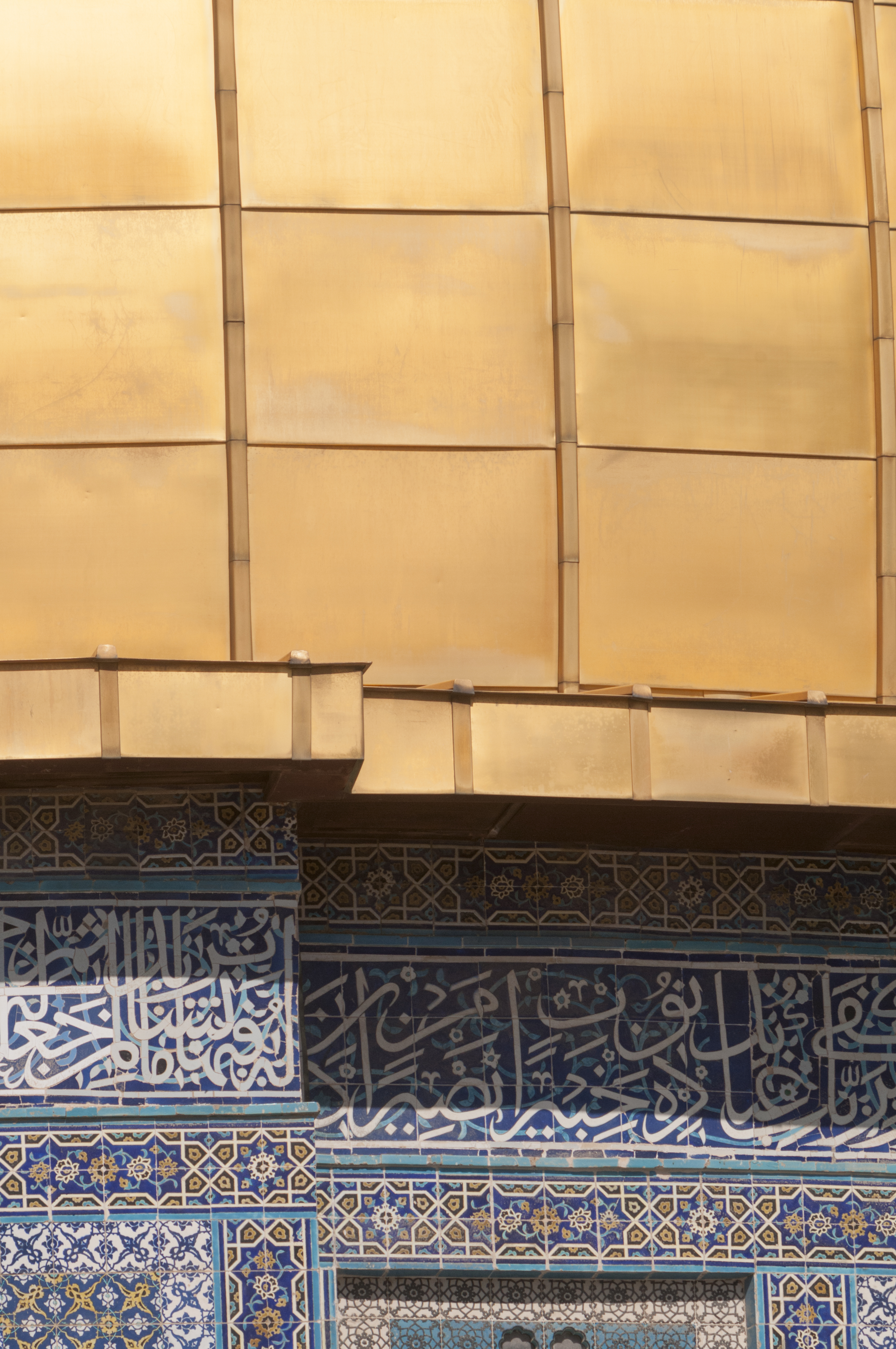
Die vergoldeten Bleche des Felsendoms in Jerusalem sind durch gebördelte Falze wasserdicht miteinander verbunden

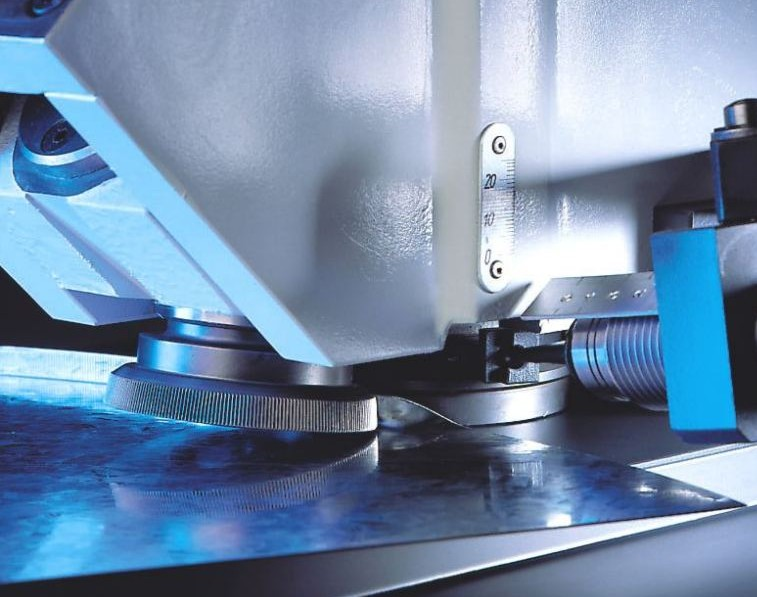
Bördeln mit RAS 21.20 Bördelmaschine

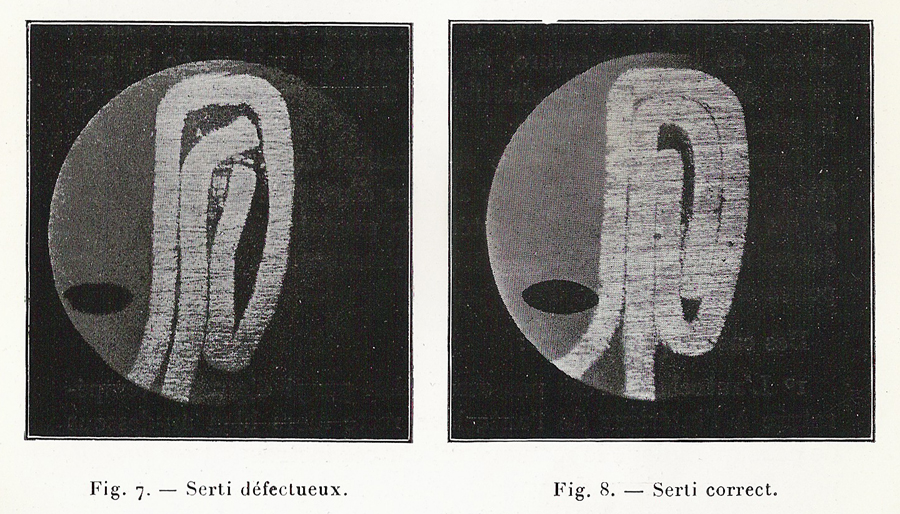
Schnitt durch eine fehlerhafte (links) und eine korrekte Umbördelung (rechts)

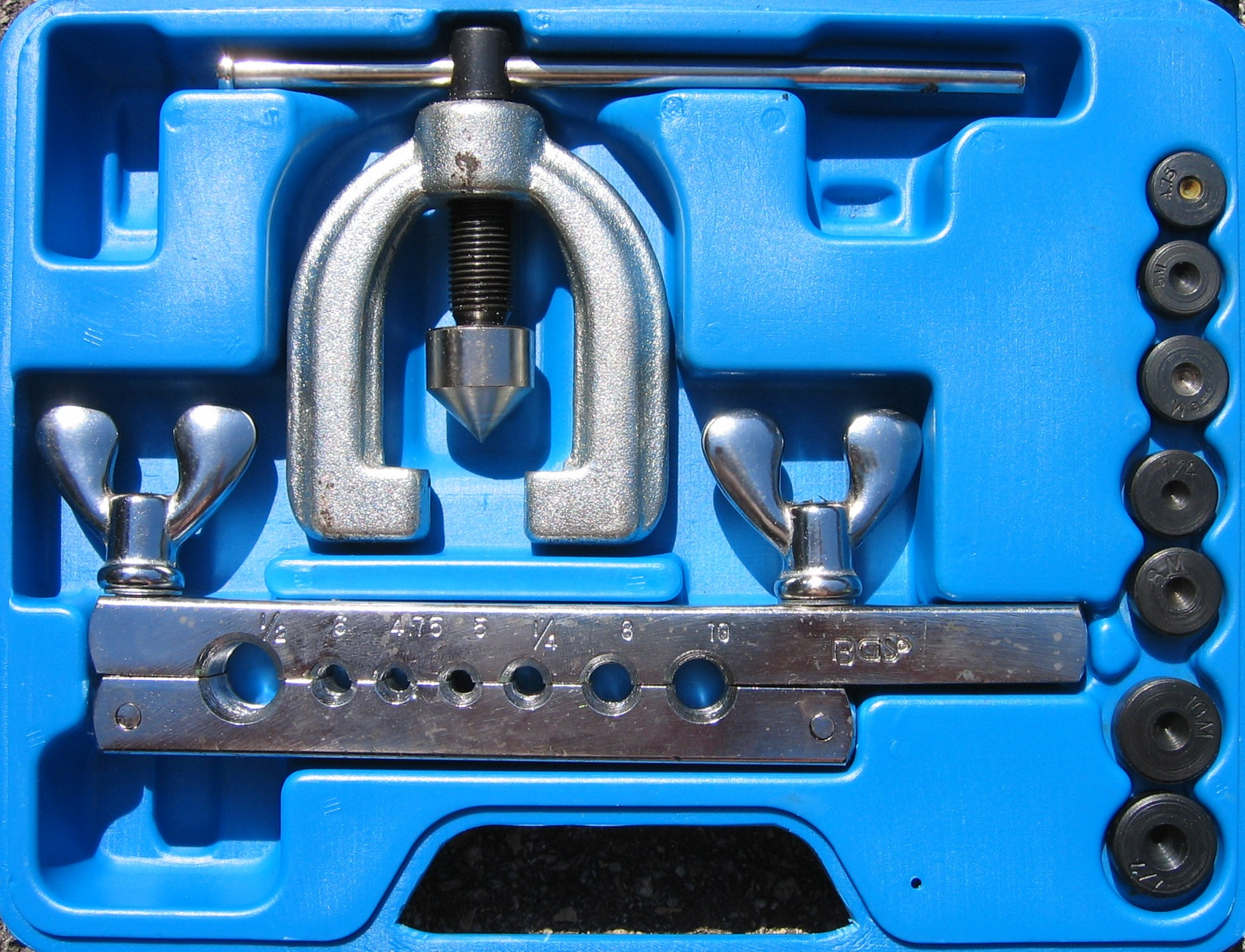
Bördelgerät für Hydraulikleitungen (von Fahrzeugbremsen) und andere dünne Rohre

Unter Bördeln versteht man das Umbiegen des Randes von Blechen mit einer Bördelmaschine oder von Hand. Entweder soll eine Versteifung der umgebogenen Kante erzielt oder Bauteile sollen am Rand miteinander verbunden werden.
Die umgebördelte Kante eines Rohres wird je nach Zusammenhang auch als Flansch, Falz oder Bundkragen bezeichnet.
Beim handwerklichen Bördeln wird nach der Art der Umformung unterschieden:
- Wird die Kante eines runden Blechs bei der Umformung gestaucht, spricht man von Bördeln. Man verwendet dazu ein Bördeleisen, ein Werkzeug, welches einem aufrecht stehenden, breiten, krummen Meißel gleicht, aber keine Schneide, sondern eine abgerundete Kante hat.
- Wird das Blech gedehnt, wird der Arbeitsgang Schweifen genannt und mit einem Schweifhammer durchgeführt.
- Wird eine geradlinige Kante aufgebogen, ohne dass das Blech dabei gedehnt oder gestaucht wird, spricht man vom Kanten.

Viele Bördelmaschinen können sowohl bördeln als auch schweifen.

## Rohrverbindung
Unter anderem in  Lüftungs- und Kältetechnik, sowie bei Saug-, Hydraulik- und Bremsleitungen werden Kupfer-, Stahl- oder Aluminiumrohre durch übergeschobene Überwurfmuttern, lose Flansche oder nachträglich um die Rohrverbindung gelegte Spannschellen verbunden, die sich an einem Bord bzw. Bördelflansch, dem ungebördelten Rand am Rohrende abstützen, der traditionell durch Aufweitung des Rohres mit einem Bördeleisen hergestellt wird.
Solche Verbindungen sind lösbar, werden bei manchen Anwendungen aber aus Sicherheitsgründen oft nicht ein zweites Mal verschraubt.

## Kfz-Tuning
Zur Montage von Breitreifen und entsprechenden Felgen ist es manchmal notwendig, die Kotflügelkanten auch bei nicht tiefergelegten Fahrzeugen umzulegen oder aufzuweiten. Diese Probleme löst das Falz- und Bördelwerkzeug durch einfaches und gleichmäßiges Umlegen der Radlaufkanten.

## Luftkanalverbindung
Bördeln ist ein gebräuchliches Verfahren beim Herstellen von Luftkanälen. Die Bördelmaschine stellt an einer ausgeschnittenen Kreisscheibe aus Blech an Innen- und Außenradius einen Bord auf. Dieser sogenannte Stehfalz ergibt in den sogenannten Pittsburghfalz gesteckt eine luftdichte Falzverbindung an Kreisbogensegmenten eines rechteckigen Luftkanals.